# Barlig
Barlig is een gemeente in de Filipijnse provincie Mountain Province op het eiland Luzon. Bij de laatste census in 2007 had de gemeente ruim zesduizend inwoners.

## Geografie

### Bestuurlijke indeling
Barlig is onderverdeeld in de volgende 11 barangays:
| - Chupac - Fiangtin - Gawana - Kaleo - Latang - Lias Kanluran | - Lias Silangan - Lingoy - Lunas - Macalana - Ogoog |

## Demografie
Barlig had bij de census van 2007 een inwoneraantal van 6.168 mensen. Dit zijn 183 mensen (2,9%) minder dan bij de vorige census van 2000. De gemiddelde jaarlijkse groei komt daarmee uit op -0,40%, hetgeen geheel afwijkt van het landelijk jaarlijks gemiddelde over deze periode (2,04%). Vergeleken met de census van 1995 is het aantal mensen met 1.309 (17,5%) afgenomen.

De bevolkingsdichtheid van Barlig was ten tijde van de laatste census, met 6.168 inwoners op 229 km², 26,9 mensen per km².